# Шварценеггер, Кэтрин
Кэтрин Юнис Шварценеггер Прэтт (англ. Katherine Eunice Schwarzenegger Pratt; род. 13 декабря 1989) — американская писательница. Дочь актёра и политика Арнольда Шварценеггера и журналистки Марии Шрайвер.

## Ранние годы
Шварценеггер родилась 13 декабря 1989 года в Лос-Анджелесе, штат Калифорния[2]. Она является старшим ребёнком актёра и политика Арнольда Шварценеггера и журналистки Марии Шрайвер, родителями которой были Юнис Кеннеди Шрайвер и Сарджент Шрайвер. У неё есть младшая сестра Кристина и два младших брата, Патрик и Кристофер. У неё также есть единокровный брат Джозеф Баэна.

## Карьера
В 2010 году Кэтрин Шварценеггер выпустила автобиографическую книгу под названием «Твоя судьба: Как полюбить свою внешнюю и внутреннюю красоту. Советы того, кто прошел через это». В этой книге она делится своим личным опытом борьбы с комплексами по поводу внешности и предлагает советы молодым девушкам, которые стремятся обрести уверенность в себе и позитивный образ тела. Между четвёртым и седьмым классами у неё были проблемы с фигурой, но благодаря занятиям йогой и регулярным прогулкам смогла не только улучшить свою физическую форму, но и обрести гармонию с собой.
После окончания Университета Южной Калифорнии в 2012 году, столкнувшись с неопределенностью будущего, Шварценеггер обратилась за советами к успешным людям из различных сфер: спортсменам, музыкантам, предпринимателям и актёрам. Она собрала их советы в свою вторую книгу — «Я только что окончила обучение… Что дальше? Честные ответы того, кто прошел через это», которая была выпущена в 2014 году как «руководство по выживанию» для выпускников колледжей.
В 2017 году Шварценеггер написала детскую книгу «Маверик и я». Книга рассказывает историю о том, как Шварценеггер спасла, а затем усыновила своего пса, Маверика. Таким образом, в книге рассказывается о преимуществах усыновления и спасения домашних животных.
В 2020 году выпустила книгу «Дар прощения: вдохновляющие истории от тех, кто преодолел непростительное», где Шварценеггер собрала 22 уникальные истории людей. Эти истории показывают, как можно найти силы простить даже самые тяжелые обиды и двигаться дальше.

## Личная жизнь
В июне 2018 года Шварценеггер начала встречаться с актёром Крисом Прэттом. Они объявили о помолвке в январе 2019 года и 8 июня того же года поженились в Монтесито, Калифорния. У них есть дочь — Лайла Мария Шварценеггер Прэтт (род. август 2020). В декабре 2021 года близкие к паре источники сообщили, что Кэтрин ждёт второго ребёнка. 21 мая 2022 года у пары родилась вторая дочь — Элоиз Кристина Шварценеггер. 8 ноября 2024 года родился третий ребёнок, сын, которого назвали Форд Фицджеральд Шварценеггер Прэтт.
Шварценеггер является послом Американского общества по предотвращению жестокого обращения с животными и поддерживает Общество лучших друзей животных (en:Best Friends Animal Society).